# Marokkanische Futsalnationalmannschaft der Frauen
Die marokkanische Futsalnationalmannschaft der Frauen, als Atlas-Löwinnen bekannt, ist die seit 2022 bestehende Nationenauswahl Marokkos im Futsal der Frauen, der einzigen von der FIFA anerkannten Variante des Hallenfußballs.